# Inlay
Uzasadnienie:  Tak jest w innych wersjach językowych. 

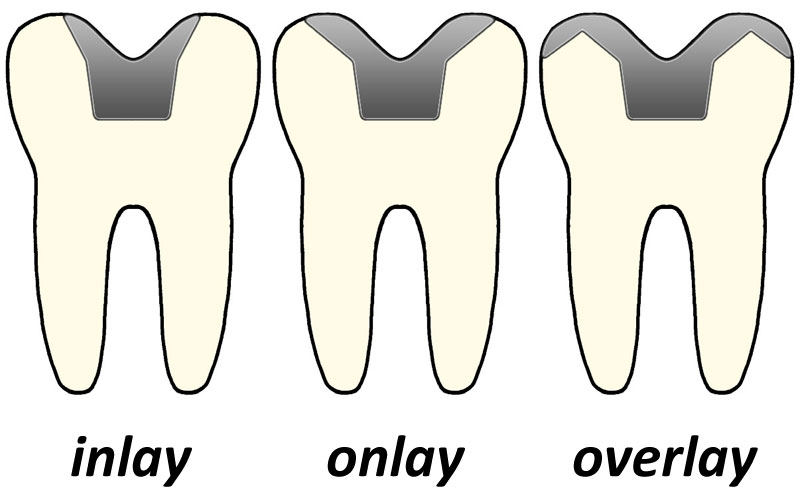
Różnica między wkładami inlay, onlay i overlay.

Inlay – w stomatologii rodzaj protetycznego wypełnienia ubytku, wkład koronowy pokrywający powierzchnie żujące oraz stoki guzków z wyłączeniem – w przeciwieństwie do onlayu – szczytów guzków. To wypełnienie, które jest wykonane poza jamą ustną, a następnie dopasowane i osadzone w przygotowanej ubytkowej przestrzeni zęba. Jest stosowane, gdy ubytek w zębie jest zbyt duży na standardowe wypełnienia kompozytowe, ale zbyt mały na korony.